# 西金駅
西金駅（さいがねえき）は、茨城県久慈郡大子町大字西金にある東日本旅客鉄道（JR東日本）水郡線の駅である。

## 歴史
水郡線の建設に際して、当初は西金に駅が建設される計画であった。しかし1921年（大正10年）に測量作業が開始された折、駅の建設予定が地元に漏れてしまい、西金の前後である現在の上小川駅及び下小川駅の周辺住民が測量技師に対して激しい運動を行ったため、この双方に駅を建設して西金には駅を建設しないことになってしまった。後にその事実を知った西金の住民が激怒し、西金駅設置のための激しい運動を繰り広げるようになった。その運動のあまりの執拗さに耐えかねて、測量技師は諦めさせるために西金を経由するのをやめ、久慈川の対岸の断崖に無理矢理線路を通す測量を行ったほどであったという。さらに、駅が建設されないのであれば鉄道を通す必要もないと、線路の敷地の売却を拒む運動まで始まったため、鉄道を通す必要はないと判断した鉄道省は測量を中断してしまい、常陸大子駅の周辺住民と争議になった。最終的に、憲政会の加藤高明内閣の際に、地元の憲政会の議員大津淳一郎に対して運動を行って、地元から停車場設置費用を寄付する条件で1925年（大正14年）7月3日に駅の増設が決定した。
建設にあたっては、県道（現在の国道118号）の敷地を駅に転用することになり、そのために県道を移設する先として畑24歩、水田7畝15歩が買収された。これを含めて、地元西金からの労役奉仕延べ2,662人役、他村からの労役奉仕294人役、寄付金3,448円を負担し、鉄道の開通に遅れること8か月後の1926年（大正15年）3月21日に駅が開業した。
駅舎の前には、1957年（昭和32年）4月建立の「水郡線西金駅増設記念之碑」と、1961年（昭和36年）8月建立の「感謝の碑」が建てられている。「水郡線西金駅増設記念之碑」は、西金駅増設運動に関わった小室順太郎が私費で建立したもので、大津淳一郎の功績と西金の住民の努力が称えられている。これに対してわずか4年後に「感謝の碑」が建てられたのは、憲政会に肩入れしていた小室が同じ憲政会の大津の功績のみを記載した碑を先に建ててしまったため、無視された政友会側の関係者が、同会で水郡線建設に貢献した議員の石井三郎と根本正の名前も記した碑を要求したからではないか、と推察されている。また「感謝の碑」には、駅の建設に対して西金の住民だけではなく、周辺の地域からの支援もあったことが記載されている。一方で、運動に関わった人物の名前が列挙されている中で小室順太郎が無視されているなど、複雑な事情が碑文にも表れている。なお、小室自体の胸像も駅の近くに設置されている。

### 年表
- 1926年（大正15年）3月21日：鉄道省（国有鉄道）の駅として開業[2]。
- 1984年（昭和59年）2月1日：貨物及び荷物の扱い廃止[2]。
- 1987年（昭和62年）4月1日：国鉄分割民営化により、JR東日本の駅となる[2]。
- 1995年（平成7年）2月：駅舎改築[1][5]。
- 2007年（平成19年）3月18日：無人化。
- 2019年（令和元年）10月13日：令和元年東日本台風（台風19号）の影響で袋田 - 常陸大子間の第六久慈川橋が落橋、磐城浅川 - 里白石間の第二社川橋が流出したことにより、全線不通となる。
  - 10月16日：常陸大宮 - 常陸大子間で臨時バス運行開始。
  - 11月1日：常陸大宮 - 当駅で運転再開。当駅から常陸大子までは復旧の目途が立たないため代行バスが運行[6]されている。
- 2020年（令和2年）7月4日：当駅 - 袋田で運転再開。代行バスは隣の上小川駅発着となった。

## 駅構造
地上駅である。水郡線統括センター（常陸大子駅）管理の無人駅で、駅舎には公民館が併設されている。
旅客駅としては単式ホーム1面1線だが、構内に砂利（砕石）採集のための側線があり、砂利輸送の工事用臨時列車が水戸駅 - 当駅間に1往復設定されている。そのため、当駅は閉塞境界として場内・出発信号機があり、折り返し運転に対応できる。
1983年（昭和58年）の水郡線CTC導入により、主要駅以外の直営駅は無人化・簡易委託化されたが、当駅は旅客利用は少ないものの砂利積み出し駅として長らく駅員を配置してきた。しかし2007年（平成19年）に無人化され、砂利積み出しの作業時のみ信号操作の係員が出向くのみとなった。無人化に際し、出札窓口は板で覆われ、代わりに乗車駅証明書発行機が設置された。

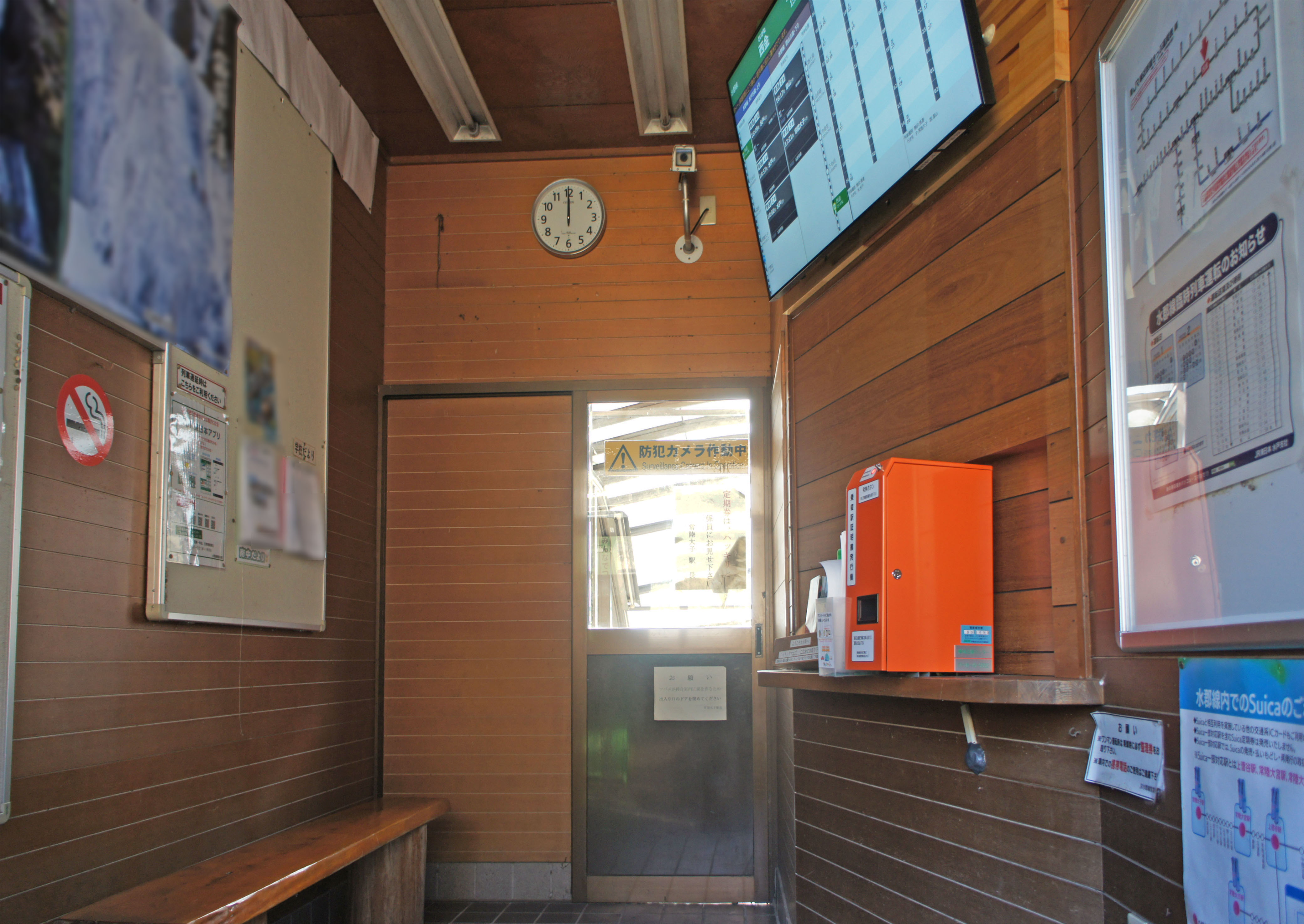
駅舎内待合室（2022年2月）
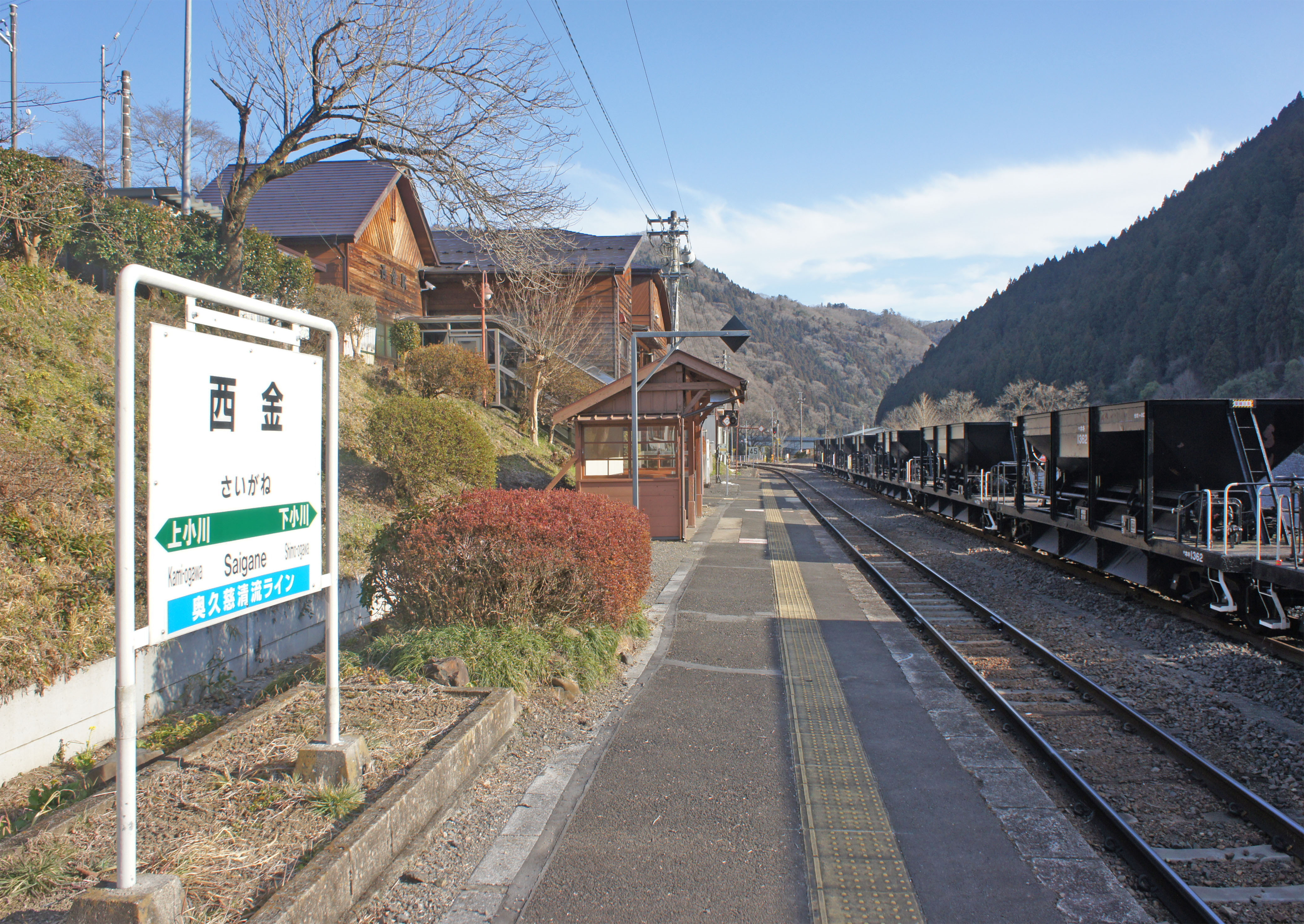
ホーム（2022年2月）
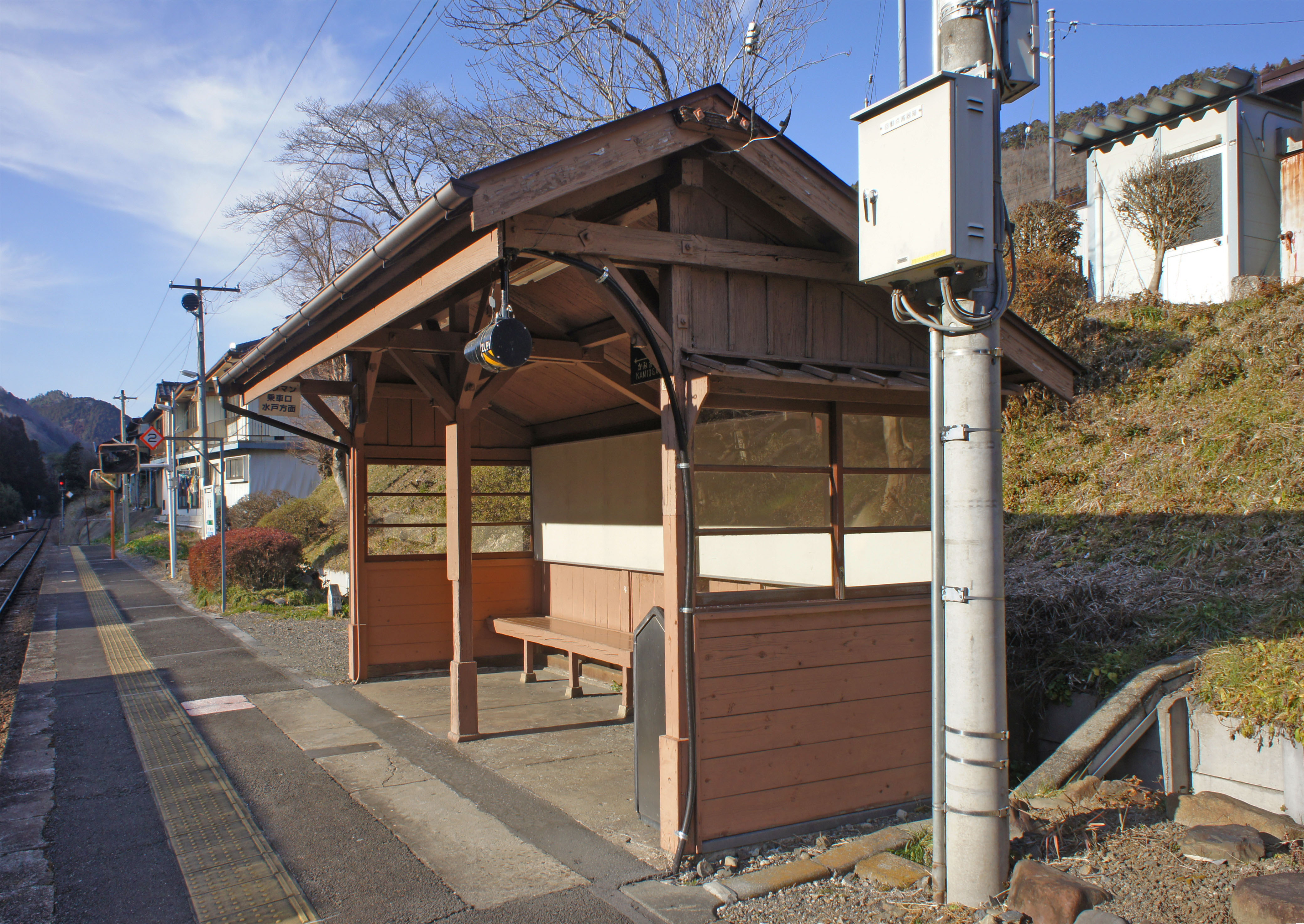
ホーム待合室（2022年2月）

## 利用状況
JR東日本によると、2000年度（平成12年度）- 2005年度（平成17年度）の1日平均乗車人員の推移は以下の通りであった。
| 乗車人員推移       | 乗車人員推移     | 乗車人員推移   |
| 年度               | 1日平均 乗車人員 | 出典           |
| ------------------ | ---------------- | -------------- |
| 2000年（平成12年） | 88               | [ 利用客数 1 ] |
| 2001年（平成13年） | 86               | [ 利用客数 2 ] |
| 2002年（平成14年） | 69               | [ 利用客数 3 ] |
| 2003年（平成15年） | 65               | [ 利用客数 4 ] |
| 2004年（平成16年） | 60               | [ 利用客数 5 ] |
| 2005年（平成17年） | 62               | [ 利用客数 6 ] |

## 駅周辺

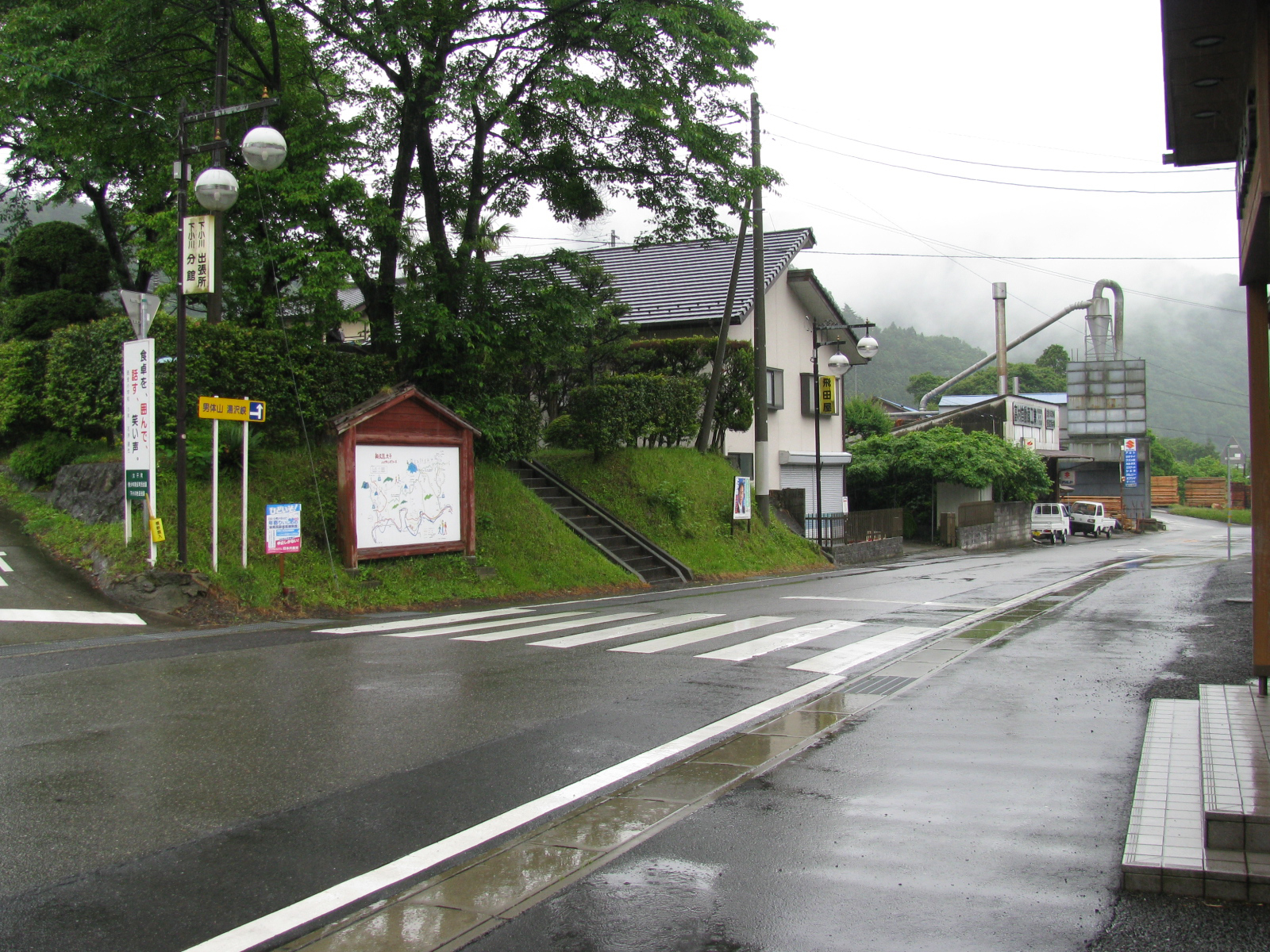
駅前風景

- 西金郵便局
- 湯沢温泉
- 久慈川
- 国道118号
- 大子町町民無料バス「西金駅」停留所

## 隣の駅
東日本旅客鉄道（JR東日本）
■水郡線
下小川駅 - 西金駅 - 上小川駅

### 記事本文
1. 1 2 3 4 5  『週刊 JR全駅・全車両基地』 42号 水戸駅・常陸太田駅・高萩駅ほか74駅、朝日新聞出版〈週刊朝日百科〉、2013年6月9日、25頁。
2. 1 2 3 4  石野哲（編）『停車場変遷大事典 国鉄・JR編 Ⅱ』（初版）JTB、1998年10月1日、441頁。ISBN 978-4-533-02980-6。
3. 1 2  中川浩一『茨城県鉄道余話』 上（第1刷）、筑波書林、1981年12月15日、29 - 41頁。
4. ↑  中川浩一『茨城県鉄道余話』 下（第1刷）、筑波書林、1981年12月15日、152 - 160頁。
5. ↑  「JR年表」『JR気動車客車編成表 '95年版』ジェー・アール・アール、1995年7月1日、187頁。ISBN 4-88283-116-3。
6. ↑  “台風第19号の影響による水郡線の運転計画について（11月1日から）” (PDF).   東日本旅客鉄道株式会社水戸支社 (2019年10月28日). 2019年11月15日時点のオリジナルよりアーカイブ。2019年11月15日閲覧。
7. ↑  このため、水戸駅から当駅までの行き違い可能駅においては、ホキ800形貨車10両編成に対応した線路有効長が取られている

### 利用状況
1. ↑  “各駅の乗車人員（2000年度）”.   東日本旅客鉄道. 2019年3月1日閲覧。
2. ↑  “各駅の乗車人員（2001年度）”.   東日本旅客鉄道. 2019年3月1日閲覧。
3. ↑  “各駅の乗車人員（2002年度）”.   東日本旅客鉄道. 2019年3月1日閲覧。
4. ↑  “各駅の乗車人員（2003年度）”.   東日本旅客鉄道. 2019年3月1日閲覧。
5. ↑  “各駅の乗車人員（2004年度）”.   東日本旅客鉄道. 2019年3月1日閲覧。
6. ↑  “各駅の乗車人員（2005年度）”.   東日本旅客鉄道. 2019年3月1日閲覧。